# Novo Selo (Vrnjačka Banja)
Pour les articles homonymes, voir Novo Selo.
Novo Selo (en serbe cyrillique : Ново Село) est une localité de Serbie située dans la municipalité de Vrnjačka Banja, district de Raška. Au recensement de 2011, elle comptait 4 430 habitants.
Novo Selo, officiellement classé parmi les villages de Serbie, est situé sur les bords de la Zapadna Morava.

## Démographie

### Évolution historique de la population
| 1948  | 1953  | 1961  | 1971  | 1981  | 1991  | 2002  | 2011  |
| ----- | ----- | ----- | ----- | ----- | ----- | ----- | ----- |
| 2 244 | 2 340 | 2 421 | 2 651 | 3 168 | 3 619 | 3 952 | 4 430 |

|  |